# انجمن تهیه‌کنندگان موسیقی بلغارستان
انجمن تهیه‌کنندگان موسیقی بلغارستان (یا BAMP؛ بلغاری: Българска асоциация на музикалните продуценти) یک سازمان غیرانتفاعی مستقر در بلغارستان است که شرکت‌های تولید موسیقی در این کشور را مدیریت می‌کند و میزان موفقیت آثار موسیقایی آهنگسازان در پخش بلغارستان را نیز رهگیری می‌کند.
این سازمان که در سال ۱۹۹۶ تأسیس شد، مدافع حقوق تهیه‌کنندگان و توزیع‌کنندگان موسیقی پاپ در بلغارستان است. طبق آنچه در وبگاه رسمی رسمی این سازمان آمده، تمرکز اصلی این انجمن «بر کمک به مقامات ذیصلاح در سازماندهی و هماهنگی فعالیت‌های مرتبط با مبارزه بر علیه دزدی آثار موسیقایی» است. این سازمان در سال ۱۹۹۹ در فدراسیون بین‌المللی صنعت فونوگرافی (IFPI) به‌عنوان یک گروه ملی به رسمیت شناخته شد. این فدراسیون از ناشران موسیقی در سراسر جهان حمایت می‌کند. این انجمن با استفاده از نیلسون سانداسکن به رهگیری آثار موسیقایی هنرمندان بلغاری و بین‌المللی، که به جدول‌های موسیقی راه یافته‌اند، می‌پردازد.